# Râul Nestos
Râul Nestos (în greacă: Nestos / Νέστος sau Nessos / Νέσσος ; în latină: Nessus sau Nestus/Nestos) sau Mesta (în bulgară: Места) este un râu din Bulgaria și Grecia. Izvorul său este situat la o altitudine de 2.240 m, în munții Rila din sudul Bulgariei. Se varsă printr-o deltă în apele Mării Egee, mai precis în Marea Traciei, în dreptul insulei Thasos. Are o lungime de aproximativ 230 km, dintre care 126 km în Bulgaria și 114 km în Grecia. Râul formează defileuri la traversarea masivelor Rila și Pirin.
În Grecia, râul reprezintă frontiera naturală dintre regiunile Macedonia și Tracia, precum și dintre prefecturile Xanthi și  Kavala (parcurgând în prealabil prefectura Drama).

## Galerie de imagini

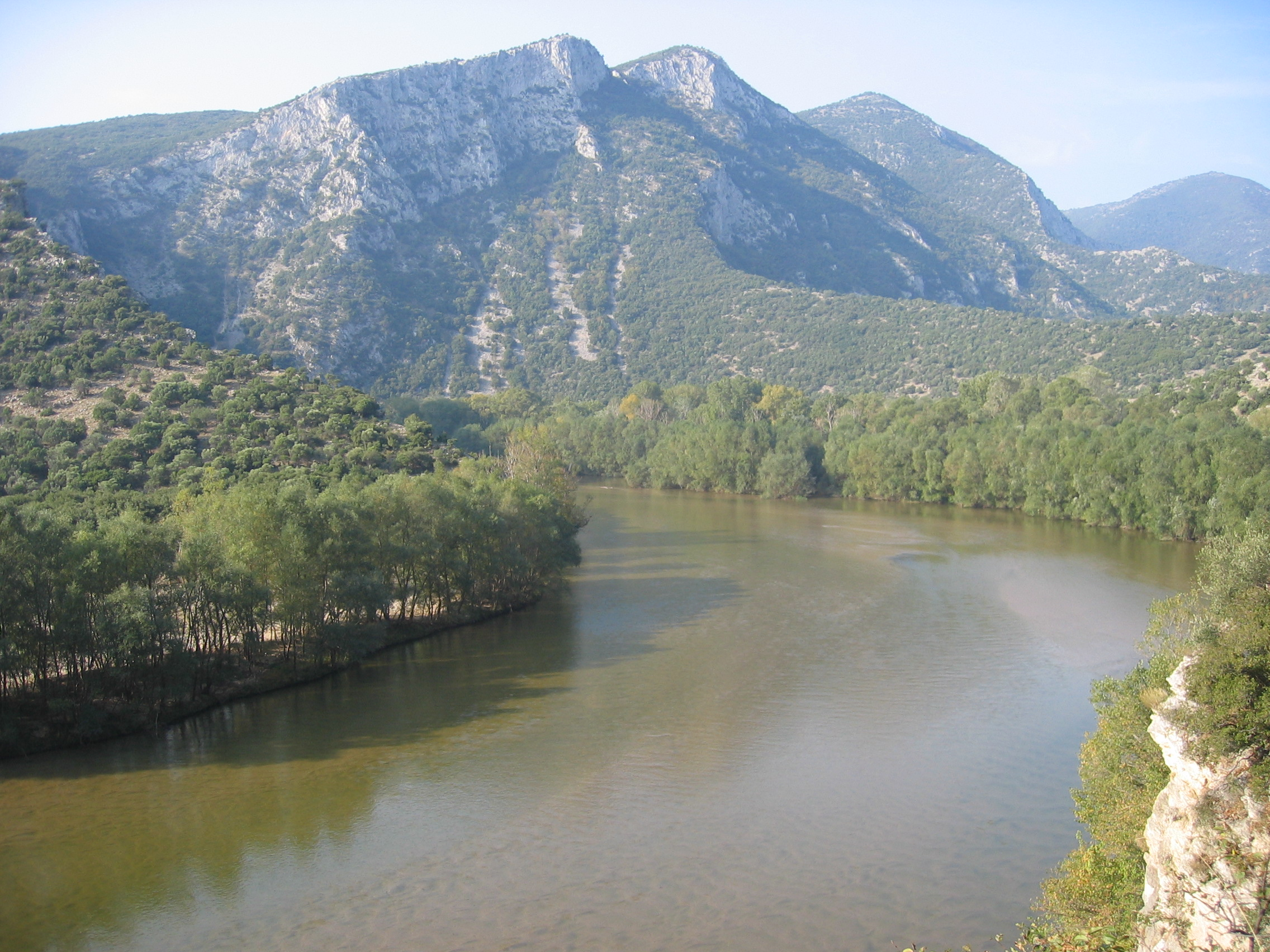
Râul Nestos în Grecia
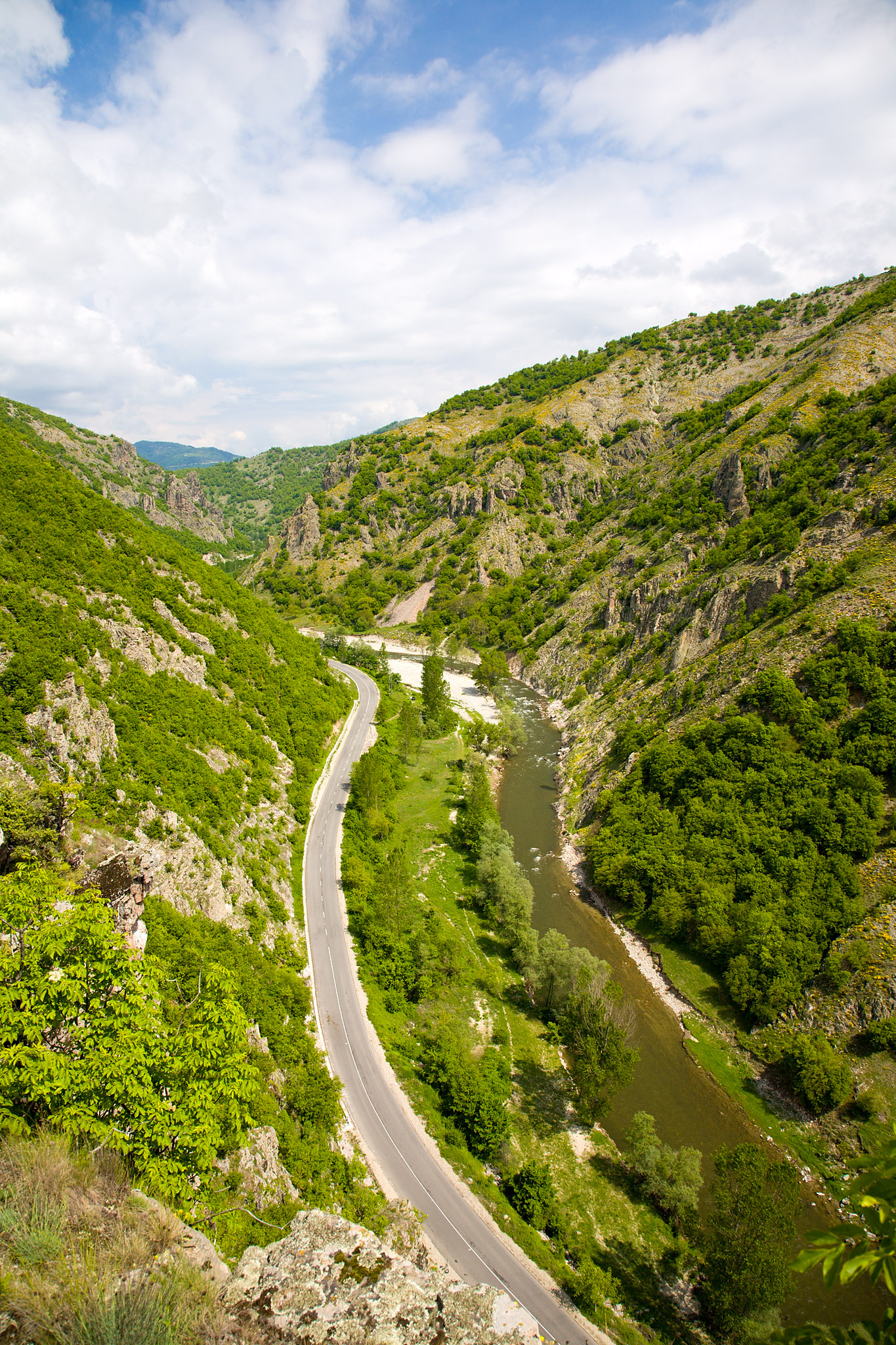
Râul Mesta în trecătoarea Momina Klisura din Bulgaria
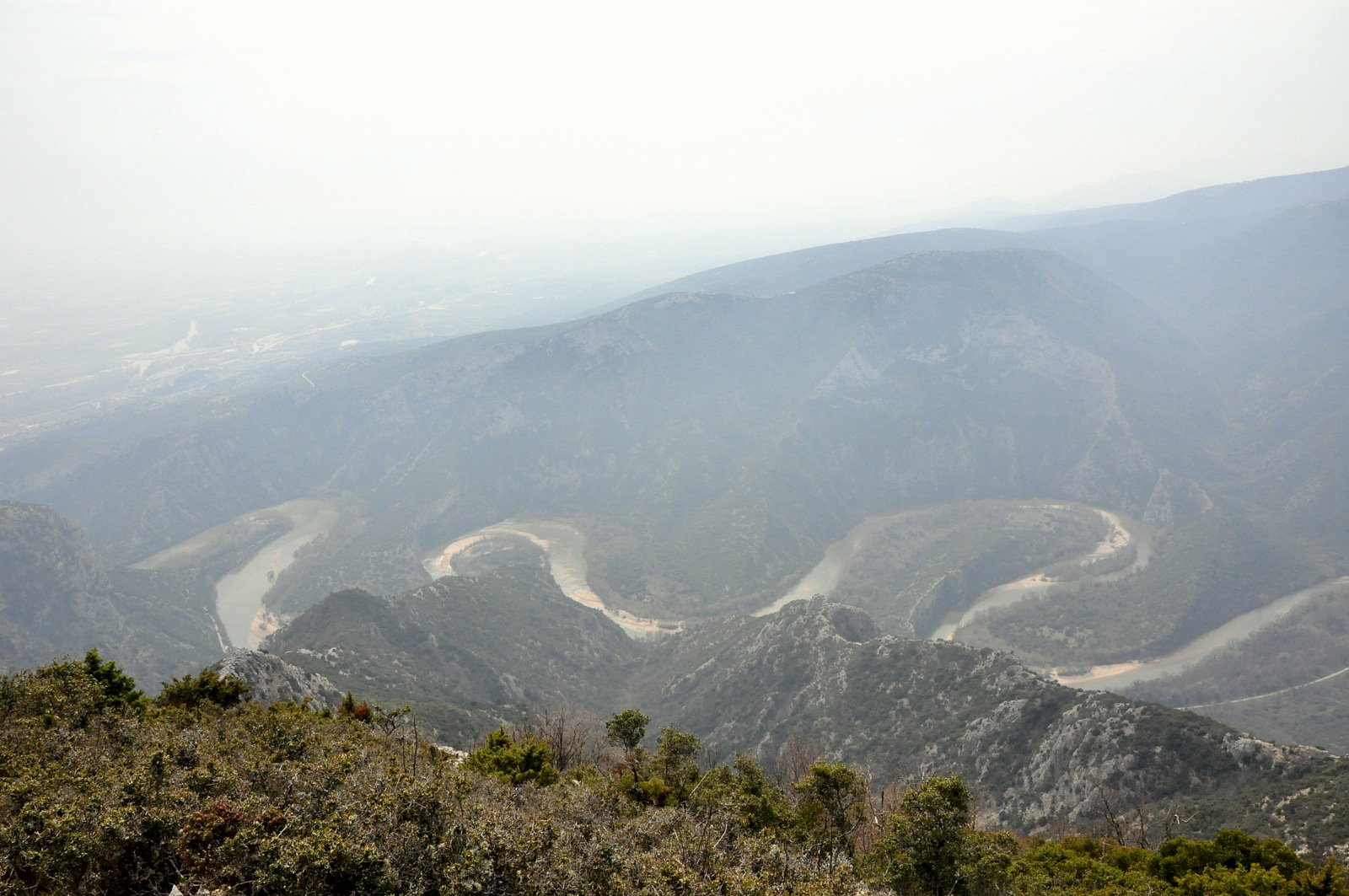
Meandrele râului Nestos în prefectura Xanthi din Grecia
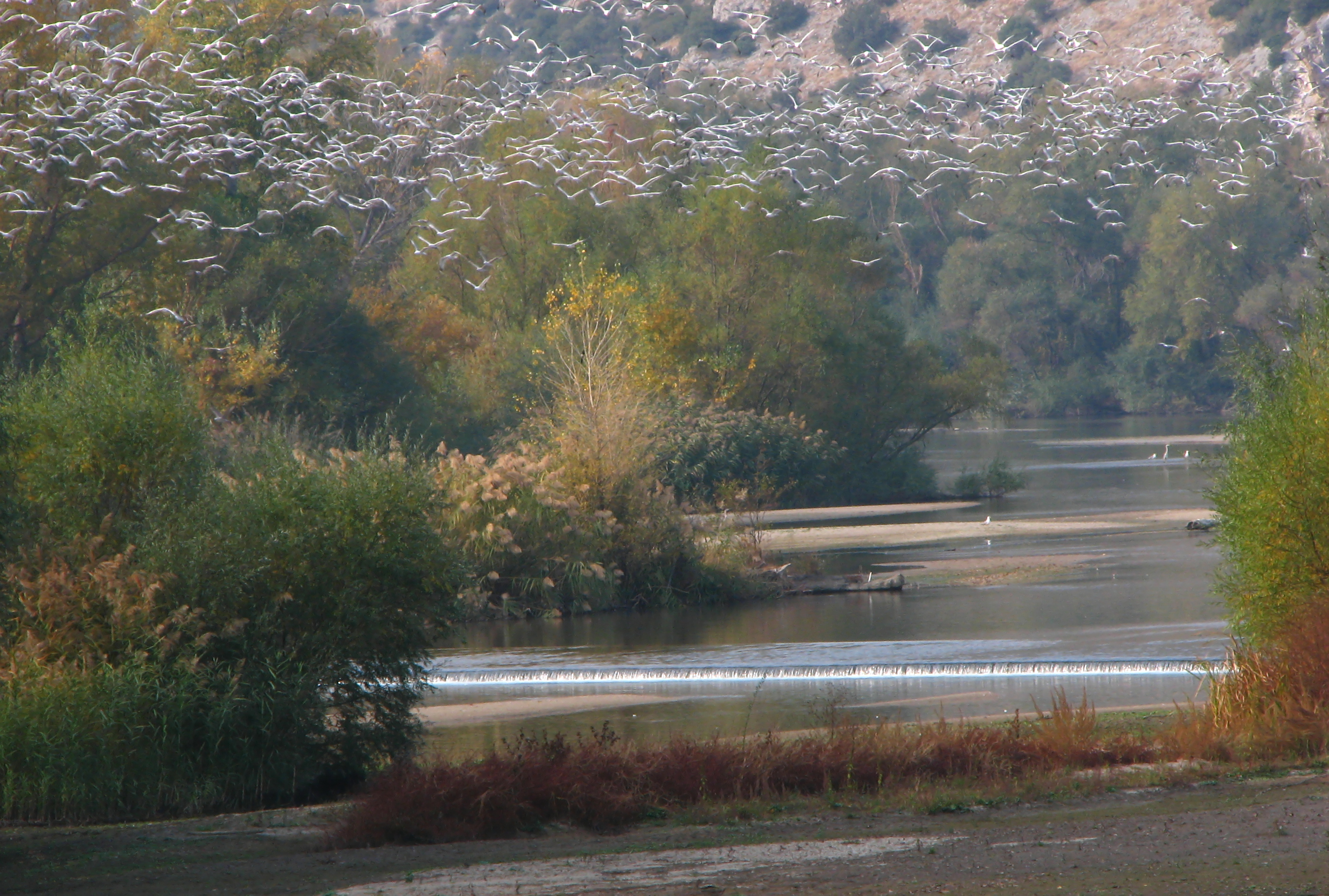
Râul Nestos în apropierea orașului Xanthi